# Giovanni Ruazzi
Giovanni Ruazzi (Badia, 23 maggio 1914 – Amba Tzaelegherghis, 24 giugno 1938) è stato un militare italiano, decorato con la medaglia d'oro al valor militare alla memoria.

## Biografia
Nacque a San Cassiano di Badia, provincia di Bolzano, il 23 maggio 1914, figlio di Giovanni e Lina Rudiferia. Giovane studente presso l'università di Padova, allo scoppio della guerra di Etiopia (ottobre 1935) si arruolò volontario nel Battaglione universitario "Curtatone Montanara", che inquadrava tutti gli studenti volontari per quella campagna militare. Partito da Napoli il 14 dicembre, sbarcò a Mogadiscio, in Somalia, il 21 di quel mese. Assegnato al Regio corpo truppe coloniali della Somalia italiana, prese parte alla operazioni belliche su quel fronte, sotto il comando del generale Rodolfo Graziani, ritornando in Italia nel giugno 1936. Promosso sottotenente di complemento il 25 di quello stesso mese, fu assegnato a prestare servizio presso il 232º Reggimento fanteria "Avellino". Posto in congedo nel luglio 1937, l'anno successivo fu richiamato in servizio attivo a domanda e, assegnato al Regio corpo truppe coloniali d'Eritrea, sbarcò a Massaua nel mese di maggio. Assunto il comando di una compagnia del XLI Battaglione Coloniale, cadde in combattimento il 24 giugno del 1938 sull'Amba Tzaelegherghis durante un assalto a postazioni difese da ribelli abissini. Per onorarne il coraggio gli fu assegnata la Medaglia d'oro al valor militare alla memoria.
Alla scomparsa fece seguito il 2 aprile 1939 la nomina di suo padre Giovanni a rettore effettivo del Rettorato provinciale; sempre il padre, il 27 marzo 1941, venne nominato vicesegretario federale del direttorio federale della Federazione dei Fasci di combattimento di Bolzano.
Nel 1938 l'università di Padova gli conferì la laurea ad honorem e nel 1940 in un affresco dipinto all'interno della struttura raffigurante episodi che avevano coinvolto studenti volontari dell'ateneo nelle varie guerre nazionali, fu ritratto anche Giovanni Ruazzi.
Il 15 ottobre 1967 l'amministrazione dell'esercito italiano ricordò la figura dell'ufficiale dedicandogli la nuova caserma di Elvas a Bressanone, sede di un reparto della neocostituita 3ª Brigata missili "Aquileia", il 1º Gruppo artiglieria pesante "Adige".

### Annotazioni
1. ↑  Quella di rettore durante il fascismo era una carica di nomina governativa equivalente a quella di consigliere provinciale.

### Fonti
1. 1 2  Gruppo Medaglie d'Oro al Valor Militare 1965, p. 310.
2. 1 2 3 4 5 6 7  Combattenti Liberazione.
3. ↑  Boneschi 1998, p. 310.
4. ↑   La Provincia di Bolzano, p. 1361 (PDF), su bpi.claudiaugusta.it. URL consultato l'11 marzo 2009 (archiviato dall'url originale il 20 febbraio 2015).
5. ↑  Sito web del Quirinale: dettaglio decorato.
6. ↑  Registrato alla Corte dei conti addì 29 novembre 1940, registro 10 Africa Italiana, foglio 349.